# توم هيل (لاعب جودو)
توم هيل (بالإنجليزية: Thomas Hill)‏ (و. 1974  م) هو لاعب جودو، ورياضي أسترالي، ولد في كانبرا.

## روابط خارجية
- توم هيل على موقع JudoInside.com (الإنجليزية)
- توم هيل على موقع أوليمبيديا (الإنجليزية)
- توم هيل على موقع اللجنة الأولمبية الأسترالية (الإنجليزية)